# Air Century
Air Century, S.A., hoặc ACSA là hãng hàng không của Cộng hòa Dominican, trụ sở ở Santo Domingo. Hãng có các chuyến bay thuê bao tới các điểm đến trong nước và quốc tế. Căn cứ chính của hãng ở Sân bay quốc tế La Isabela.

## Lịch sử
Air Century được viên phi công trưởng Omar Chahin thành lập năm 1990 và bắt đầu hoạt động từ ngày 21.6.1991 với các chuyến bay thuê bao tới các điểm đến trong nước cũng như các nước trong châu Mỹ.

## Đội máy bay
- 4 BAe Jetstream 31
- 2 Cessna 401 Air Century at STI Lưu trữ ngày 2 tháng 12 năm 2013 tại Wayback Machine
- 2 Cessna Citation II
- 2 Dassault Falcon 20
- 1 Learjet 24
- 1 Bell 206 Jetranger (Helicopter)
- 1 Diamond DA20
- 1 Embraer 120